# Provincia (album)
Provincia è il sesto album di Drupi, il primo con la casa discografica Real Music, pubblicato nel 1978, Da esso venne estratto il singolo di copertina Provincia/Piero va.
Nello stesso anno viene messo in commercio il 45 giri Paese, brano utilizzato come sigla di coda della trasmissione Domenica in dal mese di ottobre al mese di dicembre. Sul lato B del singolo appare il brano Merilù.

## Tracce
Lato A
1. Provincia – 3:30 (Salvatore Fabrizio-Luigi Albertelli)
2. Io non so mai – 4:17 (Antonella Ruggiero-Luigi Albertelli)
3. Un'onda – 3:12 (Drupi-Dorina Dato)
4. Osteria tre re – 4:08 (Enrico Riccardi-Luigi Albertelli)
5. Vendo tutto – 4:26 (Dario Baldan Bembo-Luigi Albertelli)

Lato B
1. Piero va – 4:16 (Drupi-Dorina Dato-Luigi Albertelli)
2. Gente – 3:12 (Dario Baldan Bembo-Dorina Dato)
3. Non è gran che – 4:07 (Enrico Riccardi-Luigi Albertelli)
4. Ubbbriaco – 4:13 (Drupi-Dorina Dato-Luigi Albertelli)
5. E così cominciò – 3:10 (Drupi-Celso Valli/Dorina Dato)

## Formazione
- Drupi – voce, flauto dolce, chitarra acustica
- Dario Baldan Bembo – tastiera, cori, pianoforte, ARP, fisarmonica, sintetizzatore
- Flaviano Cuffari – batteria, cori, percussioni, aggeggi, timpani
- Celso Valli – tastiera, cori, ARP, pianoforte, fisarmonica, sintetizzatore
- Massimo Spinosa – basso, cori
- Claudio Bazzari – chitarra acustica, cori, chitarra elettrica
- Enrico Riccardi – tastiera, cori, pianoforte, ARP, fisarmonica, sintetizzatore
- Fabio Treves – armonica, cori
- Dorina Dato, Rosalba Dato – cori